# Daniel Masclet
Daniel Masclet, né le 1er avril 1892 à Blois et mort le 15 septembre 1969 à Paris, est un photographe et théoricien de la photographie français.

## Biographie
Daniel Masclet naît à Blois  en 1892. Il ne fréquente pas l'école : son père lui donne des leçons de dessin, sa mère lui enseigne l'anglais et le russe. Il commence des leçons de violoncelle et de violon à l'âge de 10 ans ; il est à 17 ans un virtuose du violoncelle et commence une carrière musicale.
Après son retour de la Première Guerre mondiale en 1919, tout en continuant la musique, il rencontre Robert Demachy qui le présente au baron Adolf de Meyer, dont il devient l'assistant à la revue Harper's Bazaar de 1920 à 1925 ; Masclet apprend avec Meyer une grande variété de techniques d'éclairage et effectue la majorité des tirages pour ce dernier. En 1923, il réalise une série de portraits du mime Georges Wague. Il travaille pour Vogue avec Lucien Vogel de 1925 à 1928. Il abandonne la carrière musicale en 1928.
Photographe très actif, Masclet est un des membres fondateurs du Groupe des XV en 1946,  ; il en est radié en 1952 ; il est en 1951 l'un des membres fondateurs des 30×40. Il est également directeur d'exposition et s’engage pour la défense et la reconnaissance de la photographie artistique. Il organise notamment en janvier 1933 à la Galerie Renaissance, rue Royale, une exposition de photographies de nus féminins sous le nom de "Premier salon international de nu photographique" où participent entre autres Man Ray avec Le Violon d'Ingres, Jean Moral, Laure Albin Guillot, František Drtikol et László Moholy-Nagy ; il en publie l'album sous le titre Nus. La Beauté de la femme. Il organise en 1953 une exposition d'envergure : Les Maîtres de la caméra à la galerie Craven, où il expose entre autres des photographies de Brassaï, Henri Cartier-Bresson, Man Ray, Emmanuel Sougez, Otto Steinert, Maurice Tabard, Edward Weston, « photographes de classe internationale [dont] les noms sont déjà inscrits dans l'histoire de la photographie »,, ainsi que des expositions consacrées à Edward Weston et à Berenice Abbott.
Il meurt le 15 septembre 1969 à Paris dans le 4e arrondissement.

## Citations
- « Si dans ces images je n’ai montré que rarement les accomplissements monumentaux de l’homme, tels les gratte-ciel, ponts et routes, ce n’est pas par manque d’appréciation pour leur grandeur ou leur beauté, mais simplement parce qu’en l’homme, ce qui m’intéresse, c’est l’être humain avant le constructeur ; car ce qu’il construit demeurera jusqu’à un certain point, tandis que l’expression de son être peut être saisi en une fraction de seconde ou vous échapper. Capter cette fraction de seconde est à mon avis la fonction la plus significative de la photographie » (Daniel Masclet, Un reporter, Photo France, no 7, mai 1951).
- « Moi, je m’occupe presque uniquement de l’homme. Je vais au plus pressé. Les paysages ont l’éternité »(Daniel Masclet, Un reporter, Photo France, no 7, mai 1951).

## Collections
- Collection Christian Bouqueret
- Musée Folkwang, Essen
- Centre Pompidou, Paris[12]
- Center for Creative Photography, Tucson
- Musée français de la photographie, Bièvres

## Publications
- Nus. La beauté de la femme. Album du premier salon international du nu photographique. Paris 1933, Braun, 1933[1].

l'album réunit 96 reproductions de photographies en noir et blanc, reproduites en héliogravure, réalisées par 54 photographes, parmi lesquels : Laure Albin Guillot, Pierre Boucher, František Drtikol, Andreas Feininger, Ergy Landau, George Platt Lynes, Marcel Meys, László Moholy-Nagy, Jean Moral, Ewald Hoinkis (de), Heinz von Perckhammer, Man Ray, Yva.
- Le Paysage en photographie. Esthétique-Technique, Paris, Paul Montel, 1947[6].
- « Réflexions sur un salon », Le Photographe, no 639,‎ 5 janvier 1947, sur la création du 1er Salon national de la photographie à la Bibliothèque nationale à Paris en novembre 1946.
- « De Hill à Blumenfeld. Cent années d’art photographique », Le Photographe, no 664,‎ 20 janvier 1948, p. 17-21 (avec la reproduction de 40 photographies de sa collection).
- « Daniel Masclet présente… Edward Weston », Photo-cinéma magazine, no 579,‎ janvier 1950, p. 23.
- « Le Groupe des XV de Paris », Publimondial, no 28,‎ septembre 1950, p. 92.
- « Sur quelques maîtres », Photo-France, no 4,‎ janvier 1951, p. 15-28.
- « Daguerre. Inventeur du daguerréotype, lanceur de la photographie », Le Photographe, no 738,‎ 20 février 1951, p. 56-59.
- « Un reporter », Photo France, no 10,‎ mai 1951.
- « Man Ray. Interview », Photo France, no 7,‎ novembre 1951, p. 31-32.
- Réflexions sur le portrait en photographie, Paris, éditions de Francia, 1971, 168 p.

## Expositions
- 1965, Festival de l'île Saint-Louis, Paris

Daniel Masclet fait ses premières expositions dès 1927.
Expositions posthumes
- 1971, projection de Demain la photo, Daniel Masclet de Georges Pierre aux Rencontres d'Arles, France.
- 1977, Galerie Agathe Gaillard
- 28 février - 10 juin 2001 : Daniel Masclet. Photographe, critique, théoricien, Maison européenne de la photographie, Paris[13],[14].
- 2004, Musée des beaux-arts de Magdeburg (collective)
- 2009 : Gitterman Gallery, New York[15].